# Bokrétaünnep

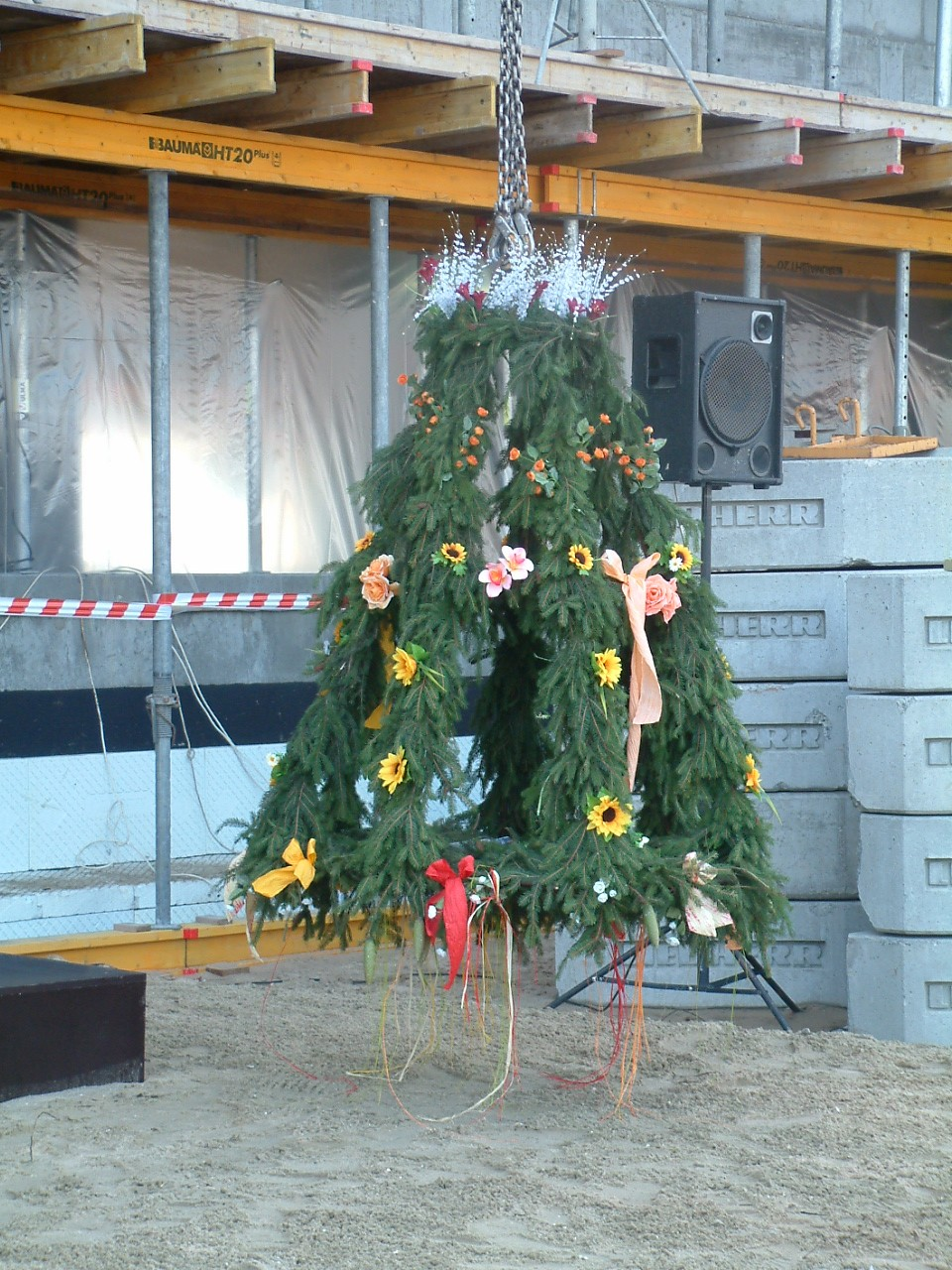
Bokrétafa egy építkezésen

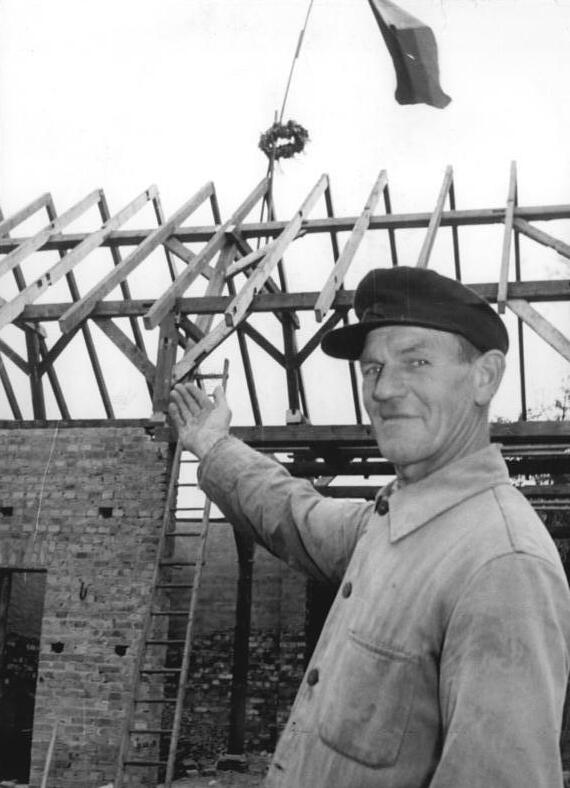
Német gazda egy kész tetőszerkezet előtt, a tetején bokrétakoszorú (Eichow, NDK, 1954)

A bokrétaünnep (régies nevén, a német-osztrák Gleichenfeier vagy Gleichenfest tükörfordításával: falegyenünnep) az építők és építtető(k) közös ünnepe, amelyet az épület tartószerkezetének elkészültekor szoktak megtartani.

## Eredete
A bokrétaünnep eredete egészen a 14. századig nyúlik vissza. Az egyes fontosabb munkafázisok után ünnepélyes összejöveteleket tartottak, ezeken találkozhattak a vezetők és beosztottak, és hasonlóan az aratás utáni hálaadási ünnepségekhez (aratóünnep), megünnepelték a munka eredményét.
Magyarországon német (osztrák) hatásra terjedt el.

## A bokrétaünnep menete
A hagyományok szerint az épület legmagasabb pontjára bokrétafát állítanak, vagy bokrétacsokrot helyeznek el. Az egyik ács vagy a pallér beszédet mond. Ezen köszönetet mond egyrészt az építésznek és a tulajdonosnak, másrészt Isten áldását kéri a házra. A szónok szokás szerint egy pohár bort vagy pálinkát kap, amelyet a háztulajdonos egészségére ürít, majd a tetőről lehajítja. Ha a pohár összetörik, minden jól fog alakulni, de ha épen marad, az rossz előjelnek számít és természetesen a ledobója számára is nagy szégyent jelent. A háztulajdonosnak még be kell vernie az utolsó szöget, amelynek során könnyen a munkások ugratásának áldozata lehet. 
Az ünnepi beszédet követően legtöbbször magán az építkezés helyén bokrétaünnepi lakomát tartottak. A háztulajdonos a lakomával mond köszönetet az építkezésen dolgozóknak. A 15. és 16. században az étel-ital az építőmunka megkezdésekor vagy befejezésekor a munkások bérének része volt. A bokrétaünnepre a munkások mellett a többi segítőt, a szomszédokat és az építési vállalkozó képviselőjét is meghívták. Ugyanakkor alkalom nyílt arra is, hogy a barátoknak és rokonoknak bemutassák az építkezés állását.

## Fordítás
Ez a szócikk részben vagy egészben  a   Richtfest című német Wikipédia-szócikk fordításán alapul.  Az eredeti cikk szerkesztőit annak laptörténete sorolja fel. Ez a jelzés csupán a megfogalmazás eredetét és a szerzői jogokat jelzi, nem szolgál a cikkben szereplő információk forrásmegjelöléseként.